# Antonio Picamills Ruiz
Miguel Antonio Picamills Ruiz (San Sebastián, 25 de abril de 1943) es un investigador taurómaco, miembro de la Unión de Bibliófilos Taurinos, y exapoderado.

## Biografía
Antonio Picamills cursó sus estudios en el Colegio Andrés Manjón, situado en pleno barrio de Eguía (San Sebastián), hasta los 13 años, edad con la que comenzó a trabajar en la fábrica de componentes electrónicos de nombre Bianchi, situada en Pasajes (Guipúzcoa). Paralelamente a su trabajo, se inició en la práctica del atletismo, llegando a proclamarse en 1961, junto a Evaristo González y Agustín Barrios, Campeón de España Junior de Cross por Equipo, en Lasarte (Álava), representando al Club Deportivo Hernani. Finalizada su carrera como atleta, da sus primeros muletazos, debutando de luces en público el 9 de agosto de 1964, en Oyarzun (Guipúzcoa). Poco duró su andadura sobre el albero, pues el 20 de septiembre de 1964, en Cascante (Navarra), torearía su segunda y última novillada. Dos años después, en el verano de 1966, ficharía por el Club Deportivo Bianchi, equipo de fútbol que militaba en la Primera Regional de Guipúzcoa, siendo el capitán del mismo hasta su última temporada, la 1968/69.
Con 31 años, decide poner punto final a su etapa en Bianchi S.A., invirtiendo el dinero que ahorró en levantar su propio negocio, el cual comenzó siendo una empresa de carretillas elevadoras, pero acabó evolucionando al comercio de la telefonía. En 1989, se fija en él una multinacional, ofreciéndole un puesto como Director Comercial en el departamento de telefonía, el cual aceptó, y alternó con el estudio de la Licenciatura en Derecho. Es en ese año, además, cuando el veneno de los toros comienza a adentrarse en su cuerpo, emprendiendo el apoderamiento del entonces novillero Luis de Pauloba. En 1990 funda, junto a varios conocidos, la Asociación Taurina Internacional de Documentalistas y Estadísticos, con sede en Madrid. Dos años después, en 1992, decide cambiar de aires, y da por terminado su ciclo en la capital, coincidiendo con la ruptura de su primera etapa como apoderado del mencionado diestro sevillano.
El año 1994 fue clave en su vida, pues publicó la primera edición, del hoy famosísimo, Dietario Taurino, libro referente para todos los profesionales y aficionados taurinos. Es también en ese año cuando comienza a apoderar al espada jerezano Juan José Padilla, sacándole del ostracismo donde se encontraba, hasta el punto de acartelarle por primera vez en la Plaza de Toros de Pamplona en 1999. A partir de esa fecha apoderaría a diversos toreros, entre los que destacan Hassan Rodríguez 'El Califa de Aragüa', Edgar García 'El Dandy', Lima de Estepona, Borja Baena y Fernando Tendero, a la vez que iba recopilando datos de todos ellos en sus muchos viajes por la Península y por América, para en 2015 publicar el Tomo 1 de su obra magna, Matadores de Toros en el Mundo, una colección única en la que enumera a todos los toreros según el año de alternativa, desde 1730 hasta la actualidad, la cual está presidida por una frase de su autoría que dice así: "No siempre los que más torean son los mejores, ni tampoco los que menos torean son los peores. El sistema determinó quién debía, y quién no, torear. Algunos consiguieron ser los mejores, pero todos hicieron la historia del toreo".
En noviembre de 2023 anunció la finalización de su carrera como apoderado, tras trabajar con más de medio centenar de toreros. Según informó a través de sus redes sociales, con el objetivo de completar la colección, en la actualidad escribe Matadores de Toros en el Mundo. Tomo 0. Siglo XIX. 1800-1900. De Antonio de los Santos a José Rovirosa, con la colaboración especial de Jayro Muñoz García.

## Obras principales
1994: Dietario Taurino (32 ediciones, 2025)
2015: Matadores de Toros en el Mundo. Tomo 1. 1900-1946. De Corcito a Joselito Campos
2015: Matadores de Toros en el Mundo. Tomo 2. 1946-1966. De Álvarez Pelayo a Antonio Canales
2016: Matadores de Toros en el Mundo. Tomo 3. 1966-1978. De El Satélite a Jorge Salazar
2016: Matadores de Toros en el Mundo. Tomo 4. 1978-1990. De Jorge Gutiérrez a David Luguillano
2017: Matadores de Toros en el Mundo. Tomo 5. 1990-1999. De Rafael Sandoval a Diego Urdiales
2017: Matadores de Toros en el Mundo. Tomo 6. 1999-2007. De José Olivencia a Benjamín Gómez
2018: Matadores de Toros en el Mundo. Tomo 7. 2007-2018. De Pérez Mota a Curro Plaza
2023: Matadores de Toros en el Mundo. Tomo 0. 1730-1800. De Juan Rodríguez 'El Mayor' a Juan Núñez 'Sentimientos'
2025: Matadores de Toros en el Mundo. Tomo 0. 1800-1900. De Antonio de los Santos a José Rovirosa

## Toreros apoderados
Alberto González de la Peña y Peña - Matador de Toros
 Alfonso López Bayo - Rejoneador
 Andrés Suárez del Real Ibarguengoitia - Matador de Toros
 Antonio Manuel Cortés Vargas - Matador de Toros
 Antonio Pérez Rueda 'El Renco' - Matador de Toros
 Borja Baena Zayas - Rejoneador
 Ramis Mohamad Hassan Rodríguez 'El Califa de Aragua' - Matador de Toros
 Carlos Gallego Laga - Matador de Toros
 Mariano Arturo Cruz Ordóñez - Matador de Toros
 Daniel Castro Granado - Matador de Toros
 Edgar García Agudello 'El Dandy' - Matador de Toros
 Emilio Laserna Espinosa - Matador de Toros
 Ernesto Javier Tapia García 'Calita' - Matador de Toros
 Fernando Tendero Rodríguez - Matador de Toros
 José Francisco Moreno Beltrán - Novillero con Picadores
 Breyny Hernan Ocampo Villa 'Guerrita Chico' - Matador de Toros
 Igor Etxaniz Kinttela - Rejoneador
 Iván Magro Marín  - Rejoneador
 Javier San José Díaz  - Rejoneador
 Jorge Manuel De Oliveira Borrego Leonor 'D'Almeida' - Rejoneador
 José Antonio Ortega Montoya - Matador de Toros
 José Manuel Farinha Costa de Jesús Duarte - Rejoneador
 José María Lázaro Ayuga - Matador de Toros
 José Pacheco Rodríguez 'El Califa' - Matador de Toros
 Juan Ávila Sebastiá - Matador de Toros
 Juan José Girón García - Matador de Toros
 Juan José Padilla Bernal - Matador de Toros
 Juan Francisco Millán Salcedo - Matador de Toros
 Juan Rubio - Rejoneador
 Julián Simón Pérez - Matador de Toros
 José Carlos Lima Granada de Estepona - Matador de Toros
 Luis de Pauloba Ortiz Valladares - Matador de Toros
 Manuel Barea Parras 'El Arqueño' - Matador de Toros
 Nicasio Manuel Carbonell Carbonell - Matador de Toros
 Mario Diamantino Vizeu Coelho - Matador de Toros
 Martín González Porras - Rejoneador
 Óscar Miguel Carrasco López - Matador de Toros
 Daysi Milagros Sánchez Lazarte del Perú - Matadora de Toros
 Óscar Borjas Pisa - Rejoneador
 Óscar López Arroyo - Matador de Toros
 Paulo Jorge Agostinho de Almeida Santos - Rejoneador
 Pedro Franco - Rejoneador
 José Antonio Pérez Vitoria - Matador de Toros
 Rafael Cañada Vidal - Matador de Toros
 Ricardo Manuel Ortiz Conejo - Matador de Toros
 Rubén Marín Laguna - Matador de Toros
 Rubén Sánchez Martín - Rejoneador
 Ismael Sánchez de Vega - Rejoneador
 Sergio Domínguez Lapuerta - Rejoneador
 Sergio Vegas Cid - Rejoneador
 Manuel Jesús Gómez Soto de Jérez - Matador de Toros